# Ante Bajic
Ante Bajic (* 22. August 1995 in Braunau am Inn) ist ein österreichischer Fußballspieler.

## Karriere
Bajic begann seine Karriere beim SK Altheim. 2006 wechselte er nach Deutschland in die Jugend von Wacker Burghausen. Im Jänner 2014 kehrte er nach Österreich zurück und wechselte zur viertklassigen Union Gurten. Sein erstes Spiel für Gurten in der OÖ Liga absolvierte er im März 2014, als er am 18. Spieltag der Saison 2013/14 gegen den SV Grieskirchen in der 60. Minute für Nikolaus Zweimüller eingewechselt wurde. Zu Saisonende stieg er mit Gurten in die Regionalliga auf.
In dieser debütierte er im Oktober 2014, als er am 13. Spieltag der Saison 2014/15 gegen den ATSV Wolfsberg in der 89. Minute für Zoltán Tóth ins Spiel gebracht wurde. Seinen ersten Treffer in der Regionalliga erzielte er im September 2015 bei einem 2:1-Sieg gegen den SV Wallern.
Zur Saison 2018/19 wechselte Bajic zum Zweitligisten SV Ried. Sein Debüt in der 2. Liga gab er im August 2018, als er am vierten Spieltag jener Saison gegen den FC Liefering in der 83. Minute für Thomas Mayer eingewechselt wurde. Mit Ried stieg er 2020 in die Bundesliga auf. In der Bundesliga absolvierte er für Ried in zwei Spielzeiten 51 Partien, in denen er 14 Tore erzielte.
Zur Saison 2022/23 wechselte Bajic zum Ligakonkurrenten SK Rapid Wien, bei dem er einen bis Juni 2025 laufenden Vertrag erhielt. Für Rapid kam er insgesamt zu 30 Bundesligaeinsätzen, in denen er zweimal traf. Im Jänner 2024 kehrte er zur mittlerweile wieder zweitklassigen SV Ried zurück, bei der er einen bis Juni 2027 laufenden Vertrag erhielt.